# Jeftys bar
Jeftys bar (eng. Road House) är en amerikansk långfilm från 1948 i regi av Jean Negulesco, med Ida Lupino, Cornel Wilde, Celeste Holm och Richard Widmark i rollerna. Låten Again av Dorcas Cochran (text) och Lionel Newman (musik) komponerades för filmen och sjungs av Ida Lupino.

## Handling
Pete Morgan (Cornel Wilde) sköter en vägkrog för sin vän Jefty Robbins (Richard Widmark). När sångerskan Lily Stevens (Ida Lupino) anlitas blir båda männen involverade i henne.

## Rollista
| Ida Lupino      | – Lily Stevens   |
| Cornel Wilde    | – Pete Morgan    |
| Celeste Holm    | – Susie Smith    |
| Richard Widmark | – Jefty Robbins  |
| O.Z. Whitehead  | – Arthur         |
| Robert Karnes   | – Mike           |
| George Beranger | – Lefty          |
| Ian MacDonald   | – Police Captain |